# Dallas (serial telewizyjny 2012)
Dallas (2012-2014) – amerykańska opera mydlana stworzona przez Davida Jacobsa. Wyprodukowana przez Warner Horizon Television. Jest kontynuacją opery mydlanej o tej samej nazwie, która emitowana była na kanale CBS w latach 1978-91.
4 października 2014 roku stacja TNT ogłosiła zakończenie serialu po trzech sezonach.

## Fabuła
Serial koncentruje się wokół Ewingów, zamożnej rodziny posiadającej ranczo ze złożem ropy.

## Obsada

### Pierwszoplanowa
- Josh Henderson – John Ross Ewing III
- Jesse Metcalfe – Christopher Ewing
- Jordana Brewster – Elena Ramos
- Julie Gonzalo – Rebecca Barnes
- Brenda Strong – Ann Ewing
- Emma Bell – Emma Brown
- Mitch Pileggi – Harris Ryland
- Patrick Duffy – Bobby Ewing
- Linda Gray – Sue Ellen Ewing
- Larry Hagman – J.R. Ewing
- Juan Pablo Di Pace – Nicolás Treviño (2014)
- Kuno Becker – Drew Ramos (2012)

### Drugoplanowa
- Carlos Bernard jako Vicente Cano
- Brett Brock jako Clyde Marshall
- Richard Dillard jako Mitch Lobell
- Akai Draco jako szeryf Derrick
- Marlene Forte jako Carmen Ramos
- Callard Harris jako Tommy Sutter
- Steve Kanaly jako Ray Krebbs
- Ken Kercheval jako Cliff Barnes
- John McIntosh jako dr Bennett
- Glenn Morshower jako Lou Rosen
- Kevin Page jako Bum
- Faran Tahir jako Frank Ashkani
- Charlene Tilton jakoLucy Ewing Cooper
- Leonor Varela jako Veronica Martinez

W epizodach wystąpili m.in. Barry Corbin i właściciel klubu NBA Dallas Mavericks Mark Cuban.

## Spis odcinków
| Sezon | Sezon | Odcinki | Oryginalna emisja | Oryginalna emisja |
| Sezon | Sezon | Odcinki | Premiera sezonu   | Finał sezonu      |
| ----- | ----- | ------- | ----------------- | ----------------- |
|       | 1     | 10      | 13 czerwca 2012   | 8 sierpnia 2012   |
|       | 2     | 15      | 28 stycznia 2013  | 15 kwietnia 2013  |
|       | 3     | 15      | 24 lutego 2014    | 22 września 2014  |